# Varengeville-sur-Mer
Varengeville-sur-Mer é uma comuna francesa na região administrativa da Normandia, no departamento de Sena Marítimo. Estende-se por uma área de 10,8 km². Em 2010 a comuna tinha 976 habitantes (densidade: 90,4 hab./km²).